# Sheila González
Sheila González (Madrid, España; 2 de enero de 1985) es una actriz, publicista y presentadora española que reside entre España, Argentina y Chile.

## Carrera
Licenciada en Ciencias de la Información (Universidad Complutense de Madrid). Recibió una beca para cursar el Master HEBO Program (European Studies) en la Haagsche Hogeschool (La Haya, Holanda). Diplomada en Actuación para Cámara y TV (Instituto del Cine de Madrid. NIC). Diplomada en Redes Sociales y Contenido En línea (Universidad Pontificia Católica de Chile).
Se dio a conocer en los medios españoles por haber formado parte de programas como Está pasando, Como te lo cuento, El octavo mandamiento, entre otros, en donde se desempeñaba como reportera. 
En el año 2010 debutó como conductora de televisión, en el programa Lo que diga la rubia, donde originalmente era reportera. Ese mismo año viaja a Argentina en donde desde esa fecha se desempeña como conductora del programa Touch!. En Buenos Aires trabaja como panelista y notera en el late night Un Mundo Perfecto (América TV) , con Roberto Petinatto. Junto con Cayetano Craig, Maxi Palma y Lola Becerra conduce Arena Mix, un programa veraniego de deporte y espectáculos en Fox Sports. Como actriz trabaja en Los Vecinos en Guerra (Underground, Telefé) en el papel de Dalma Escudero. Ese mismo año también graba "El Secreto de los Rossi" en el papel de la española Mariana Lotero. En 2015 graba Señores Papis (Telefé) con Joaquín Furriel, como Susana Carsson. Ese año se asienta en Chile para estudiar la Diplomatura en Redes Sociales En línea y Comunicaciones en la Pontificia Universidad Católica de Chile. Colabora en el unitario Psiconautas (TBS For Fun), junto con el actor español Willy Toledo, en el papel de su hija. A finales de 2016 colabora en Viudas e Hijas del Rock&Roll (Underground, Telefé) con Juan Minujín en el papel de Mayra. En 2016 comienza a trabajar en Eglow, un marketplace de Influencer Marketing donde es socia y Directora Creativa. Entre febrero y junio colabora en Educando a Nina (Underground, Telefé), con el personaje de la española Penélope Torres. En diciembre de 2016 Eglow gana Scale Up, el programa de expansión de startups que entrega CORFO. 
En 2016 participa en la segunda edición de Masterchef Chile (Canal 13)con el jurado compuesto por Ennio Carota, Yan Yvin y Chris Carpentier. Destaca por su tortilla rosa de Barbie y sus platos españoles.
En 2019 trabaja con Moria Casán en Incorrectas (América TV).
En diciembre de 2020 estrena en Buenos Aires Wine Up Comedy, un monólogo sobre el mundo del vino con cata de vinos. Los primeros shows empiezan con 25 personas y poco a poco y gracias al boca a boca empieza a ser un éxito y se cualga el sold out en todos los pases.
En julio de 2021 regresa a Madrid y comienza a producir Wine Up Comedy que enseguida recibe una genial acogida por parte del público y de las bodegas.
En 2023 estrena Melody, la Chica del Metro (Amazon Prime Videos) con el papel de Sasha
En 2024 aparece en el Especial de Nochevieja con José Mota (TVE)

## Televisión
| Año  | Título                           | Rol / Personaje                 | Canal                | Notas                    |
| ---- | -------------------------------- | ------------------------------- | -------------------- | ------------------------ |
| 2007 | Como te lo cuento                | Ella misma                      | Localia Televisión   | Reportera                |
| 2008 | El octavo mandamiento            | Ella misma                      | Localia Televisión   | Reportera                |
| 2008 | ¿XQ no te callas?                | Ella misma                      | Telecinco            | Reportera                |
| 2008 | Está pasando                     | Ella misma                      | Telecinco            | Reportera                |
| 2009 | Paz en la Tierra                 | Ella misma                      | Canal Sur Televisión | Reportera - Colaboradora |
| 2010 | Lo que diga la rubia             | Ella misma                      | Cuatro               | Reportera - Conductora   |
| 2010 | Mendoza de moda                  | Ella misma                      | Fashion TV           | Conductora               |
| 2011 | Un mundo perfecto                | Ella misma                      | América TV           | Reportera - Panelista    |
| 2012 | Antes que sea tarde              | Ella misma                      | América TV           | Panelista                |
| 2012 | Arena mix                        | Ella misma                      | Fox Sports           | Conductora               |
| 2013 | Los vecinos en guerra            | Dalma Escudero                  | Telefe               | Elenco estable           |
| 2014 | Señores Papis                    | Susana Carson                   | Telefe               | Participación            |
| 2014 | El secreto de los Rossi          | Mariana                         | TV Pública           | Elenco Estable           |
| 2015 | Viudas e hijos del rock and roll | Mayra                           | Telefe               | Participación            |
| 2015 | MasterChef (Chile)               | Ella misma                      | Canal 13             | Quinta Eliminada         |
| 2016 | Educando a Nina                  | Penélope                        | Telefe               | Participación            |
| 2016 | Psiconautas                      | Fernanda Rodríguez de la Huerta | TBS Very Funny       | Participación especial   |
| 2019 | Incorrectas (con Moria Casán)    | Ella mima                       | América TV           | Panelista                |
| 2020 | Modo Noche                       | Ella                            | América TV           | Conductora               |
| 2021 | El Show de los Escandalones      | Ella                            | América TV           | Panelista                |

## Cine
| Año  | Título                    | Rol / Personaje    | Dirección              | Notas        |
| ---- | ------------------------- | ------------------ | ---------------------- | ------------ |
| 2007 | Quiero ser Danielle Steel | Mujer de la novela | Javier Ruiz de Arcaute | Cortometraje |